# Paul Bartel
Paul Bartel (* 6. August 1938 in New York City, New York; † 13. Mai 2000 ebenda) war ein US-amerikanischer Filmregisseur, Drehbuchautor und Schauspieler. Er gilt als Pionier des Trashfilms.

## Leben
Bartel studierte an der University of California, Los Angeles und am Centro Sperimental di Cinematografica in Rom. Sein Abschlussfilm, der Kurzfilm Progetti, wurde 1962 auf dem Festival von Venedig gezeigt. Bartels erster Langfilm als Regisseur war 1972 Endstation Horror. Bis 1993 folgten acht weitere Langfilme, für die er teilweise auch die Drehbücher schrieb. Auch für Fernsehserien arbeitete er als Regisseur und Drehbuchautor.
Bartel wirkte auch in zahlreichen Filmen als Schauspieler mit, beispielsweise in Brian De Palmas Hi, Mom! und in Michael Almereydas Hamlet-Verfilmung. Insgesamt war er an mehr 90 Produktionen als Schauspieler beteiligt.
Bartel war Jurymitglied der Berlinale im Jahr 1979.
Bartel war krebskrank und starb am 13. Mai 2000 an einem Herzinfarkt, kurz nachdem bei ihm eine OP an seiner Leber durchgeführt wurde. Er wurde nur 61 Jahre alt.

## Filmografie (Auswahl)
Regisseur
- 1962: Progetti
- 1972: Endstation Horror (Private Parts)
- 1975: Frankensteins Todesrennen (Death Race 2000)
- 1976: Cannonball (Cannonball) (auch Drehbuch)
- 1982: Eating Raoul (Eating Raoul) (auch Drehbuch)
- 1984: Geheimsache Schweinebacke (Not For Publication) (auch Drehbuch)
- 1985: Geier, Geld und goldene Eier (Lust in the Dust)
- 1986: Das Pechvogel-Quartett (The Longshot)
- 1989: Luxus, Sex und Lotterleben (Scenes from the Class Struggle in Beverly Hills)
- 1993: Shelf Life

Schauspieler
- 1969: Utterly Without Redeeming Social Value
- 1970: Hi, Mom!
- 1972: Endstation Horror (Private Parts)
- 1975: Frankensteins Todesrennen (Death Race 2000)
- 1976: Friß meinen Staub (Eat My Dust!)
- 1976: In Hollywood ist der Teufel los (Hollywood Boulevard)
- 1976: Cannonball
- 1977: Mister Billion (Mr. Billion)
- 1977: Gib Gas... und laßt euch nicht erwischen (Grand Theft Auto)
- 1978: Piranhas (Piranha)
- 1979: Rock ’n’ Roll Highschool
- 1981: Herzquietschen (Heartbeeps)
- 1982: Eating Raoul
- 1982: Der weiße Hund von Beverly Hills (White Dog)
- 1983: … und wenn der letzte Reifen platzt (Heart Like a Wheel)
- 1984: Geheimsache Schweinebacke (Not for Publication)
- 1984: Frankenweenie (Kurzfilm)
- 1985: Kopfüber in die Nacht (Into the Night)
- 1985: Hilfe, die Amis kommen (National Lampoon’s European Vacation)
- 1986: Das Pechvogel-Quartett (The Longshot)
- 1986: Fame – Der Weg zum Ruhm (Fame, Serie, Folge 5x14)
- 1986: Shopping (Chopping Mall)
- 198671991: L.A. Law – Staranwälte, Tricks, Prozesse (L.A. Law, Serie, 2 Folgen)
- 1987: Die Munchies (Munchies)
- 1987: Amazonen auf dem Mond oder Warum die Amis den Kanal voll haben (Amazon Women on the Moon)
- 1988: Liebe auf Texanisch (Baja Oklahoma, Fernsehfilm)
- 1988: Blue Jean Cop (Shakedown)
- 1988: Mächte des Grauens (Out of the Dark)
- 1988: Caddyshack II
- 1989: Luxus, Sex und Lotterleben (Scenes from the Class Struggle in Beverly Hills)
- 1990: Gremlins 2 – Die Rückkehr der kleinen Monster (Gremlins 2: The New Batch)
- 1991: Sunset Motel (Desire and Hell at Sunset Motel)
- 1991: Ein Papst zum Küssen (The Pope Must Die)
- 1993: Posse – Die Rache des Jessie Lee (Posse)
- 1993: Stadtgeschichten (Tales of the City, Miniserie, 2 Folgen)
- 1995: Die üblichen Verdächtigen (The Usual Suspects)
- 1995: Die Jerky Boys (The Jerky Boys: The Movie)
- 1995: Gieriges Verlangen (Number One Fan)
- 1996: Joes Apartment – Das große Krabbeln (Joe’s Apartment)
- 1996: Flucht aus L.A. (Escape from L.A.)
- 1996: Basquiat
- 1996: Clueless – Die Chaos-Clique (Clueless, Serie, Folge 1x05)
- 1996: Cybill (Fernsehserie, Folge 3x07)
- 1998: Chicago Hope – Endstation Hoffnung (Chicago Hope, Serie, Folge 4x14)
- 1998: Mehr Stadtgeschichten (More Tales of the City, Miniserie, Folge 1x02)
- 1999: Ally McBeal (Serie, Folge 2x22 Zur Sache, Schätzchen)
- 2000: Hamlet
- 2001: Dinner and a Movie